# Импульсивность
Импульси́вность — черта характера, выражающаяся в склонности действовать без достаточного сознательного контроля, под влиянием внешних обстоятельств или в силу эмоциональных переживаний. Как возрастная особенность импульсивность проявляется преимущественно у детей дошкольного и младшего школьного возраста, что обусловлено недостаточной сформированностью функции контроля за поведением. При нормальном развитии такая форма импульсивности достаточно оптимально корректируется в совместных играх детей, в которых исполнение ролевых правил требует сдерживания своих непосредственных побуждений и учёта интересов других играющих, а также несколько позднее в учебной деятельности. При достижении подросткового возраста импульсивность вновь может проявляться как возрастная особенность, связанная уже с повышением эмоциональной возбудимости в этом возрасте.
Для диагностики импульсивности используют специальные тесты и опросники, например Matching Familiar Figure Test Джерома Кагана, опросник импульсивности С. и Г. Айзенков и самодиагностический тест импульсивности Барратта (BIS-11).